# Paul Neumann
Paul Neumann (Wenen, 13 juni 1875 – aldaar, 9 februari 1932) was een Oostenrijks zwemmer

## Biografie
Neumann werd in 1894 Oostenrijks kampioen over de 500 meter vrije slag. Tijdens de olympische Zomerspelen 1896 won hij de gouden medaille op de 500 meter vrije slag, in de wedstrijd over 1200 meter vrije slag stapte Neumann halverwege uit.

## Onderscheidingen
- 1986: opname in de International Swimming Hall of Fame

- Gemeinsame Normdatei: 1024427706
- Virtual International Authority File: 252814268